# I Do Me
I Do Me är en musiksingel som framförs av svenska sångaren Malou Prytz från 2019. Låten är skriven av Isa Tengblad, Elvira Anderfjärd, Fanny Arnesson och Adéle Cechal. Hon framförde den i den andra deltävlingen av Melodifestivalen 2019 där hon tog sig direkt till final och kom på tolfte och sista plats. Detta var första gången Malou tävlade i Melodifestivalen. Låten handlar om att våga  gå vidare efter en relation som inte fungerat. Låten placerade sig på plats 28 på Sverigetopplistan under sin första vecka.